# Nora Istrefi
Nora Istrefi (n. 25 martie 1986, Priștina, RS Serbia, RSF Iugoslavia) este o cântăreață de origine kosovară.Aceasta s-a născut la 25 martie 1986 in Priștina ,Republica Socialistă Federativă Iugoslavia .Ea și-a început cariera la 18 ani când a lansat albumul Engjëll(Angel) in 2005 care avea in componență si cântecul Taxi ,care a prins foarte bine in Albania și Macedonia de Nord .
În cei patru ani următori a lansat trei albume, Opium în 2006, Another World în 2008 și albumul ei autointitulat Nora în 2009. După 2009, ea a lansat o serie de piese, inclusiv "Le Mama" cu Gena, "Big Love", "Ski me ikë".
Istrefi este fiica Suzanei Tahirsylaj, o cântăreață populară kosovaro-albaneză în anii 1980 și '90.[4] Sora ei mai mică Era Istrefi este, de asemenea, cântăreață. [5] Ea este într-o relație cu Robert Berisha. Aceștia au fost logodiți la 22 mai 2008 la Pristina. La 2 septembrie 2014, cuplul s-a căsătorit la Priștina. Au o fată pe nume Renè.